# La Main du diable
La Main du diable is een Franse horrorfilm uit 1943 onder regie van Maurice Tourneur. Het scenario is gebaseerd op de novelle La Main enchantée uit 1832 van de Franse auteur Gérard de Nerval. Destijds werd de film in Nederland uitgebracht onder de titel De hand van Satan.

## Verhaal
De kunstenaar Roland Brissot koopt een talisman van een boosaardige officier van het Vichy-regime. Die talisman is een afgehakte hand en hij blijkt ook daadwerkelijk geluk te brengen. Brissot wil de oorsprong van de hand kennen. Hij gaat op zoek naar alle voorgaande eigenaars.

## Rolverdeling
| Acteur           | Personage      |
| ---------------- | -------------- |
| Pierre Fresnay   | Roland Brissot |
| Josseline Gaël   | Irène          |
| Noël Roquevert   | Mélisse        |
| Guillaume de Sax | Gibelin        |
| Palau            | Kleine man     |
| Pierre Larquey   | Ange           |
| André Gabriello  | Tafelgast      |
| Antoine Balpêtré | Denis          |
| Marcelle Rexiane | Madame Denis   |
| André Varennes   | Kolonel        |
| Georges Chamarat | Duval          |
| Jean Davy        | Musketier      |
| Jean Despeaux    | Bokser         |